# ダッシュボード (自動車)

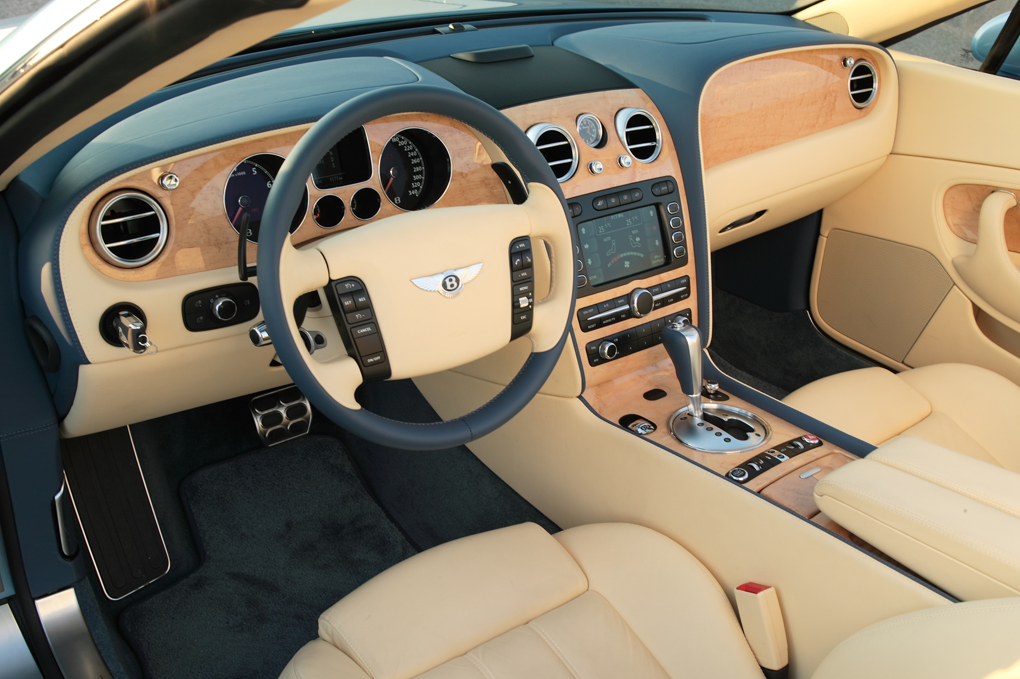
現代の乗用車のダッシュボード：ベントレー・コンチネンタルGTC

ダッシュボード（英語: dashboard、dash）は、自動車においてフロントウインドシールド下、前席正面にある内装部品全体を指した名称。運転席正面には通常、速度計、タコメーター、燃料計、水温計、距離計など、自動車の走行に必要な情報を指し示す計器類が配置されている。これら計器類部分をさしてインストルメント・パネル（instrument panel、インパネ、IP）と言う。これはアメリカ英語であり、イギリス英語ではフェイシア（fascia）という。
元々は馬車の御者（馬を操る者）を馬が蹴り上げる小石や泥跳ねなどから身を守るために設けられた御者席前方にある保護板のことで、馬を加速させる際はこの板を踏みつけるようにしたという。自動車草創期にこの板に計器類を取り付けたのが始まりとされる。

## ダッシュボードの安全対策
ジョン・F・ケネディ時代の米国国防長官、ロバート・マクナマラは、フォード社の幹部であった時代にいち早く安全プログラムを指導し、1956年、緩衝材（パッド）で覆われた『安全な』ダッシュボードを発表した。これは『セーフガード』と名づけられていた。しかし当時の消費者にはほとんど関心をもたれなかった。
1970年代になってから安全性向上の対策として、緩衝材で覆われたダッシュボードが広く適用されるようになる。緩衝材の主流はポリウレタンフォームで、表面をポリ塩化ビニル又は皮革（主に高級車）でカバーしている。
北米を最大の輸出仕向け地としていた各国の自動車メーカーも、北米向けを皮切りに、ハンドルのセンターパッド、3点式シートベルト（後にコラプシブルステアリングシャフトも）と合わせて緩衝材付きダッシュボードを導入した。
1990年代になると、運転席側にエアバッグが米国など数カ国で必須となり、まもなく助手席側にも広く装着されるようになる。

## ダッシュボードの種類

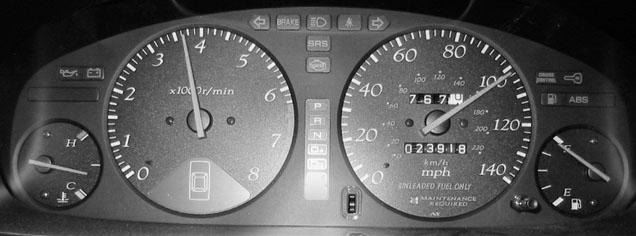
走行時のインストルメント・パネル

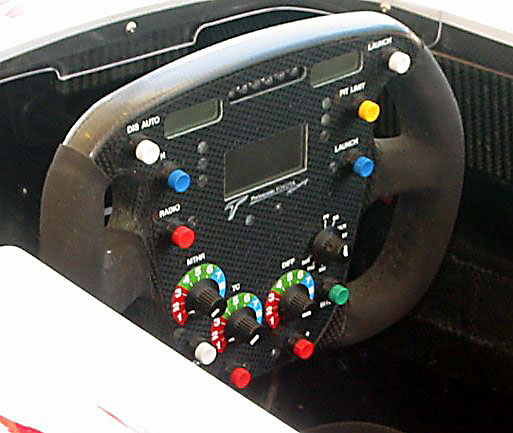
2003年のトヨタF1のステアリング・ホイール

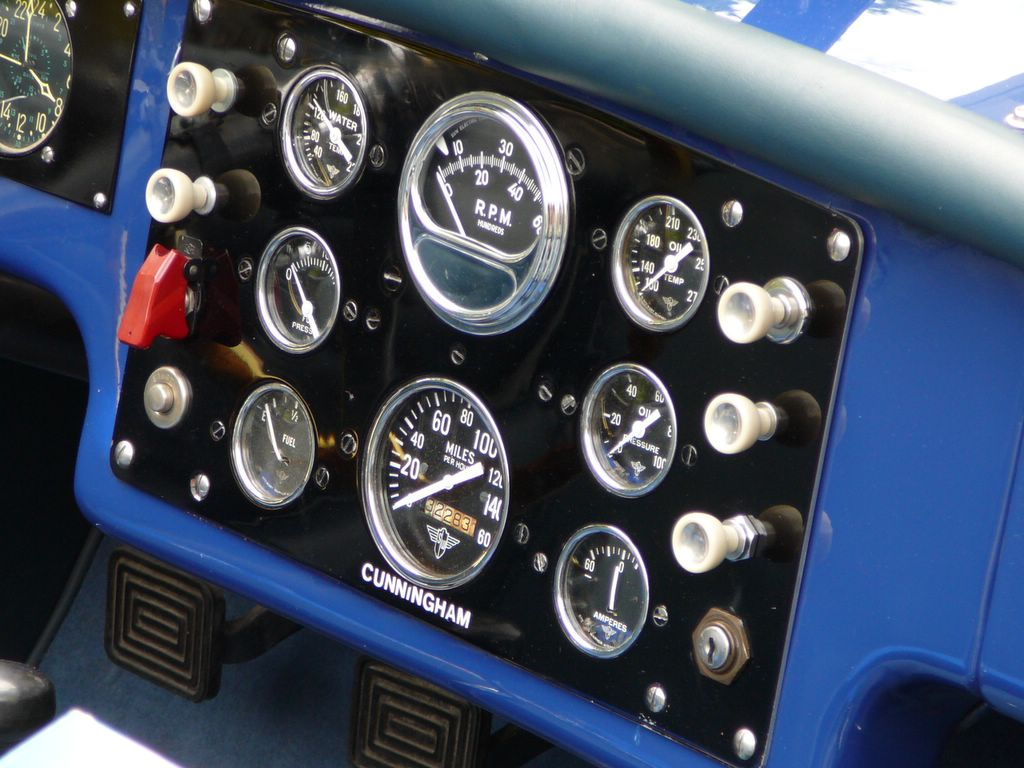
計器やスイッチ類をひとまとめにした部位をクラスターと呼ぶこともある

ダッシュボードには様々な用途で様々なタイプがある。
芝刈り機、農業用トラクター、黎明期の自動車では、ダッシュボードに装着されているのはステアリング・ホイール（ハンドル）とイグニッション・スイッチ（エンジンの始動・停止に用いられるスイッチ）だけだった。
NASCAR（ナスカー）などの競技車両では、アルミや繊維強化プラスチックなどの板（まれに鉄板）一枚がダッシュボードとして取り付けられる場合も多い。新たに取り付けたい計器があれば、適切な場所を見つけ単に穴を開ければすぐに取り付けられる。
高級車では、計器類周辺のパネルにリアルウッド（本杢/ホンモク）を貼ったウッドパネルが用いられる。かつてはパネル全体がウォールナット材やローズウッド材などの厚い木の板で作られていたが、現在は樹脂のパネルに高級木材の突板を貼り重ねることで安全性と軽量化やコストダウンとのバランスをとっている。「木目調」とされているものはフェイクウッドで、単なる樹脂部品であり、木材は使われていない。これは水圧転写などで部品の表面に木目模様をつけたもので、単なるコストダウンの手法としてや、本木では量産が不可能な構造や形状にも簡単に対応できる。
最近のフォーミュラ1カーではダッシュボードのスペースはなく、ステアリング・ホイール自体が計器盤を兼ねている。
オートバイやスクーターでは乗用車用ダッシュボードのコンパクト版といえるようなものが用いられるが、ここにオーディオプレーヤーやGPSナビゲーションをつけられるものもある。
20世紀中頃にはカー・ラジオが普及し、ダッシュボード上（埋め込み）、またはその下部に装着されるようになった。

## ダッシュボード上に装着されるもの
最も重要なものは、ステアリング・ホイールと計器盤 （インストルメント・クラスター）である。計器盤にはスピードメーター (speedometer) 、タコメーター (tachometer) 、オドメーター (odometer) 、燃料計 (fuel gauge) 、水温計などが装着されている。
ダッシュボードの上部には通常オーディオ装置のスピーカー、エアコンの噴出し口などが装備されることが多い。助手席側には通常グローブボックス（収納スペース）が設けられている。もともとグローブボックスは自動車の運転もしくは整備に着用する手袋（グローブ）を収納するための空間であったが、今日では小物入れとして、専ら自動車検査証（車検証）入れとして用いられている。
1980年代以前の乗用車には後付け式のカークーラーが、助手席側ダッシュボード下に吊り下げられることも多かった。軽自動車など比較的低出力の車の場合には、カークーラーシステムを模した後付け式電動ブロワモーターが装着されることもあった。この時代にはカーオーディオもDIN規格のものが存在しなかったために、社外品が助手席側ダッシュボード下に吊り下げられるように取り付けられる場合があった。
現代の乗用車にはカーナビゲーションシステムやタッチパネルが装着されることも多い。
高温になりやすいため、モバイルバッテリーやスプレー缶、お守りなどを置くと火災が起きかねず危険である。

## 指し示す範囲の違い
自動車業界用語としてはインストルメント・パネルとダッシュボードは通常同じものをさす。
使用する人によっては、インストルメント・パネルが計器盤のみを指し、ダッシュボードが助手席も含めた前席正面部全体をさす場合がある。
しかし、製造しているパーツメーカーが自社の製品をさす場合や自動車の取扱説明書などを含む技術系の用語としては、前席正面部全体をさす呼称として『インストルメント・パネル』が使用されている場合も多い。
日本では、通常フロントウィンドウ下に運転席前方から助手席前方にかけて存在するパーツ全体を指す。英語では同等部分を指すが、使用される文脈によっては計器盤のみを指す場合もある。
前席正面部の水平な部分のみをダッシュボードと言う場合や、計器板や操作部が集合している部分をダッシュボードと呼ぶ場合も有り、オートバイのメータ部分や競技車の操作部がまとめられたステアリングホイールも含みダッシュボードと呼ぶ場合も有る。
緩衝材付きダッシュボードが一般化した後はインストルメント・パネルをダッシュボード、それ以外の緩衝材部分を「ソフトパッド」と呼び分ける場合もある。日本でも一部で用いられるが、一般的ではない。